# 北マケドニア情報局
北マケドニア情報局（きたマケドニアじょうほうきょく、マケドニア語: Agencija za razuznavanje）は、北マケドニアの諜報機関。

## 機構
情報局長官
- 長官官房
  - 国際協力課
- 副長官
- 国家顧問×3人

- 分析局
- 作戦業務局
- 技術情報支援局
- 国際テロ・組織犯罪情報局
- 保障局
- 総務局